# John Mbinda
John Mbinda CSSp (* 5. Mai 1973 in Machakos) ist ein kenianischer Ordensgeistlicher und römisch-katholischer Bischof von Lodwar.

## Leben
John Mbinda besuchte von 1989 bis 1992 das Pope Paul VI Junior Seminary im Bistum Machakos. Anschließend trat er der Ordensgemeinschaft der Spiritaner bei. Mbinda studierte Philosophie am Spiritan Missionary Seminary in Tansania (1993–1996) und Katholische Theologie am Tangaza University College in Nairobi (1997–2002). Er legte am 12. Oktober 2001 die ewige Profess ab und empfing am 18. Mai 2002 das Sakrament der Priesterweihe.
Mbinda war zunächst als Pfarrvikar in der Tangulbei Catholic Mission tätig, bevor er 2004 Pfarrer der Kositei Catholic Mission im Bistum Nakuru wurde. 2008 wurde John Mbinda für weiterführende Studien nach Irland entsandt, wo er 2010 am Kimmage Development Studies Centre einen Master im Fach Entwicklungsforschung erwarb. Nach der Rückkehr in seine Heimat wurde er Pfarrer der Pfarrei St. Austin im Erzbistum Nairobi und Leiter des Entwicklungshilfebüros der Spiritaner. Von 2015 bis 2021 war Mbinda Provinzial der Ordensprovinz Kenia und Südsudan seiner Ordensgemeinschaft. Daneben lehrte er von 2014 bis 2017 am Tangaza University College in Nairobi. Ferner war er von 2015 bis 2016 Präsident der Union of the Circumscriptions of the Congregation of the Holy Ghost in East Africa (UCEAF) und gehörte von 2016 bis 2020 dem Konsultorenkollegium des Erzbistums Nairobi an. Nach seiner Amtszeit als Provinzial absolvierte Mbinda ab August 2021 ein Sabbatjahr im Erzbistum Southwark, wo er als Pfarrvikar der Pfarrei St. Chad wirkte.
Am 4. April 2022 ernannte ihn Papst Franziskus zum Bischof von Lodwar. Der Apostolische Nuntius in Kenia, Erzbischof Hubertus van Megen, spendete ihm am 4. Juni desselben Jahres vor dem Ekales Cultural Center in Lodwar die Bischofsweihe; Mitkonsekratoren waren der Erzbischof von Kisumu, Maurice Muhatia Makumba, und der Bischof von Eldoret, Dominic Kimengich.